# Borden (Kent)
Borden es una parroquia civil y un pueblo del distrito de Swale, en el condado de Kent (Inglaterra).

## Geografía
Según la Oficina Nacional de Estadística británica, Borden tiene una superficie de 7,19 km².

## Demografía
Según el censo de 2001, Borden tenía 2154 habitantes (47,96% varones, 52,04% mujeres) y una densidad de población de 299,58 hab/km². El 18,34% eran menores de 16 años, el 73,21% tenían entre 16 y 74 y el 8,45% eran mayores de 74. La media de edad era de 41,28 años. Del total de habitantes con 16 o más años, el 21,55% estaban solteros, el 64,07% casados y el 14,38% divorciados o viudos.
El 96,61% de los habitantes eran originarios del Reino Unido. El resto de países europeos englobaban al 1,11% de la población, mientras que el 2,27% había nacido en cualquier otro lugar. Según su grupo étnico, el 98,93% eran blancos, el 0,42% mestizos, el 0,51% asiáticos y el 0,14% de cualquier otro salvo negros y chinos. El cristianismo era profesado por el 79,81%, el budismo por el 0,14%, el hinduismo por el 0,32%, el judaísmo por el 0,14%, el islam por el 0,37% y cualquier otra religión, salvo el sijismo, por el 0,32%. El 13,41% no eran religiosos y el 5,48% no marcaron ninguna opción en el censo.
1103 habitantes eran económicamente activos, 1063 de ellos (96,37%) empleados y 40 (3,63%) desempleados. Había 842 hogares con residentes, 34 vacíos y 3 eran alojamientos vacacionales o segundas residencias.